# Lidzbark Warmiński
Lidzbark Warmiński (niem. Heilsberg, prus. Lēcbargs) – miasto w województwie warmińsko-mazurskim, siedziba powiatu lidzbarskiego oraz gminy wiejskiej Lidzbark Warmiński.
Lidzbark Warmiński od 1350 r. do XIX wieku był stolicą Warmii i dawniej jej największym miastem. Miasto było centrum wiary i kultury w Rzeczypospolitej Obojga Narodów, często dlatego też nazywano je Perłą Warmii. Przez długi czas było pod panowaniem biskupów warmińskich. Był to też znaczny ośrodek gospodarczy ustępujący swym znaczeniem na Warmii tylko Braniewu. W mieście znajduje się zamek biskupów warmińskich, który za dużą wartość artystyczną i historyczną w skali światowej, uznany został za pomnik historii, dawniej zaliczany do zabytków klasy „0” (według nieaktualnej od 1973 r. klasyfikacji zabytków).
W mieście znajduje się zakład mleczarski Polmlek, główna siedziba grupy mleczarskiej Warmia. Stacjonuje tu i ma swój garnizon 9 Warmiński Pułk Rozpoznawczy.
W Lidzbarku Warmińskim co roku na przełomie sierpnia i września odbywają się Lidzbarskie Wieczory Humoru i Satyry. W listopadzie zaczynają się Lidzbarskie Starcia Kabaretowe (eLeSKi), odbywają się one co 3 miesiące aż do maja. Lidzbark Warmiński jest miasteczkiem, które w ostatnich latach coraz szybciej się rozwija. Wielość zabytków i imprez kulturalnych oraz sportowych o europejskim zasięgu przyciąga do miasta coraz więcej turystów.
Według danych GUS z 1 stycznia 2024 r. Lidzbark Warmiński liczył 14 459 mieszkańców.

## Geografia

### Położenie

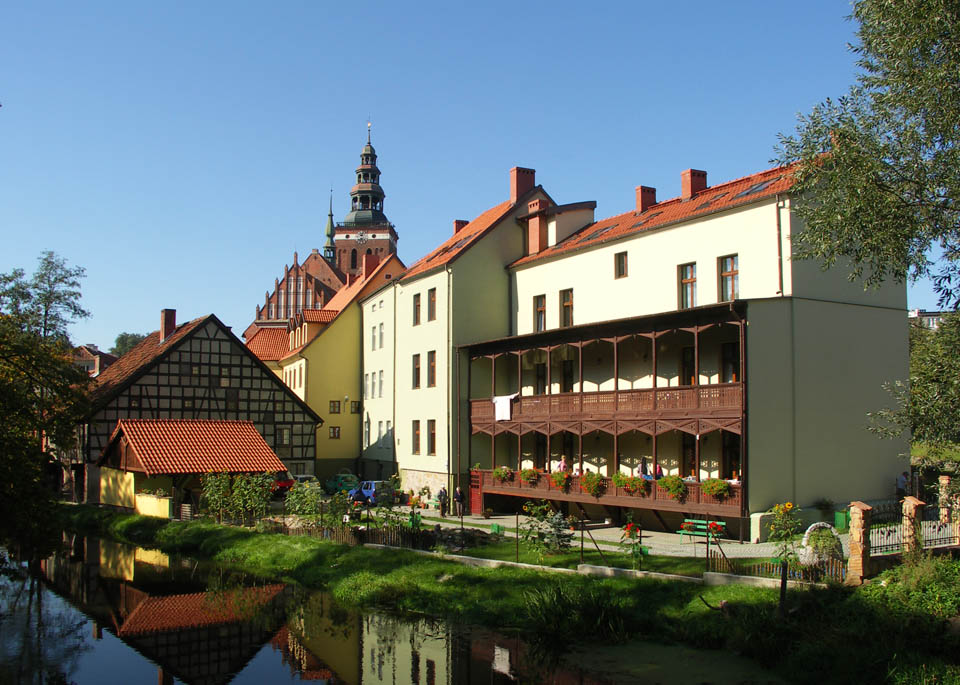
Rzeka Łyna i Stare Miasto

Lidzbark Warmiński położony jest w północno-zachodniej części województwa warmińsko-mazurskiego. Leży w widłach rzek Łyny i jej dopływu Symsarny oraz na styku trzech mezoregionów: Niziny Sępopolskiej, Pojezierza Olsztyńskiego i Wzniesień Górowskich.
- Wysoczyzna morenowa pagórkowata, położona na wysokości 80–130 m n.p.m.; jest to południowa i wschodnia część miasta.
- Wysoczyzna morenowa płaska położona w północnej części miasta; jej wysokość to 80–90 m n.p.m.
- Poziomy wodno-lodowcowe o szerokości 0,5–1 km, w których osi położona jest dolina Łyny. Rozdzielają one obszar wysoczyzny.
- Dolina Łyny – teren najniżej położony na obszarze miasta. Powyżej miasta znajduje się na poziomie około 60 m n.p.m., a w rejonie Koniewa – na wysokościach w granicach 50–55 m n.p.m. Deniwelacje terenu w rejonie miasta przekraczają 70 m

.
Terenami podmiejskimi są wsie: Markajmy, Koniewo, Pilnik, Wielochowo wraz z Jeziorem Wielochowskim.
Miasto leży 40 km od granicy z Rosją i ok. 80 km od Królewca.
Odległości w linii prostej:
- Warszawa – 220 km
- Gdańsk – 146 km
- Olsztyn – 48 km

Lidzbark Warmiński leży na historycznej Warmii, na pograniczu dwóch średniowiecznych pruskich ziem, jego lewobrzeżna część na zachód od Łyny położona jest na obszarze Warmii plemiennej, zaś prawobrzeżny fragment należy do Barcji.
W latach 1975–1998 miasto administracyjnie należało do województwa olsztyńskiego.

### Klimat
Dominujący wpływ klimatu kontynentalnego powoduje gorące lata połączone z długimi okresami bezdeszczowymi oraz długie i mroźne zimy (temperatura spada nawet do -25st. C). Wpływ klimatu morskiego zaznacza się bardziej wiosną i jesienią przez spore zachmurzenia i opady, które średnio rocznie wynoszą ok. 620 mm.

### Struktura powierzchni
Według danych z 2006 roku gmina miejska Lidzbark Warmiński zajmuje 1435 ha, kwalifikując się pod tym względem na dziesiątym miejscu wśród miast województwa warmińsko-mazurskiego. 31 proc. gminy miejskiej zajmują użytki rolne, a 5 proc. użytki leśne. Miasto stanowi 1,55 proc. powierzchni powiatu.

### Demografia
Lidzbark Warmiński liczy około 16 tysięcy mieszkańców, plasuje się pod tym względem na piętnastym miejscu wśród miast województwa warmińsko-mazurskiego. W ostatnich latach ludności zaczęło ubywać. Wpływ na tendencję spadkową mają procesy migracji z miasta do większych miast i za granicę, spowodowane głównie dużym bezrobociem i brakiem wyższych uczelni.
Populacja Lidzbark Warmiński, stan na 8 XI 2016 r.
Ogółem 16162
|  |  |  | 7762 mężczyzn | 8400 kobiet |

Piramida wieku mieszkańców Lidzbarka Warmińskiego w 2014 roku.

Według danych z 30 czerwca 2009 roku miasto miało 16 254 mieszkańców.
Według danych z roku 2005 średni dochód na mieszkańca wynosił 1599,76 zł, co stanowi 91,90% średniej wojewódzkiej i 91,50% krajowej.
W 2006 r. liczba pracujących osób wyniosła 3850, a zarejestrowanych bezrobotnych 1708. Bezrobocie wyniosło 30,73%.
| wykształcenie dane z Narodowego Spisu Powszechnego z 2002 roku |      |            |          |         |            |        |       |
|                                                                | brak | podstawowe | zawodowe | średnie | policealne | wyższe | razem |
| osób                                                           | 551  | 4 138      | 2 743    | 4 795   | 612        | 1 446  | 14285 |
| kobiet                                                         | 325  | 2 267      | 1 042    | 2 647   | 423        | 784    | 7488  |
| mężczyzn                                                       | 226  | 1 871      | 1 701    | 2 148   | 189        | 662    | 6797  |

### Toponimia
Staropruska osada nosiła nazwę Lecbarg, skąd po polsku Licbarg albo Licbark, także Lidzbark. Przez długi czas Lidzbark nosił też nazwę niemiecką Heilsberg, nadaną mu pierwszy raz w dokumencie z 1260 r. Przypuszczalne pochodzenie nazwy:
- „Berg des Heils” – „góra święta”, przy czym „święto” może wywodzić się od pogańskiego świętego dnia, który świętowano w pobliżu Pilnika na „Krzyżowej Górze"
- „Ellsbergas”[potrzebny przypis] – z pruskiego „Alle” (Łyna) i pruskiej wersji niemieckiego słowa „Burg”, razem: „zamek na Łyną"

Później Lidzbark zaczął być nazywany Warmińskim, dla odróżnienia od Lidzbarka Welskiego.
Niemiecki: Heilsbergⓘ

## Historia

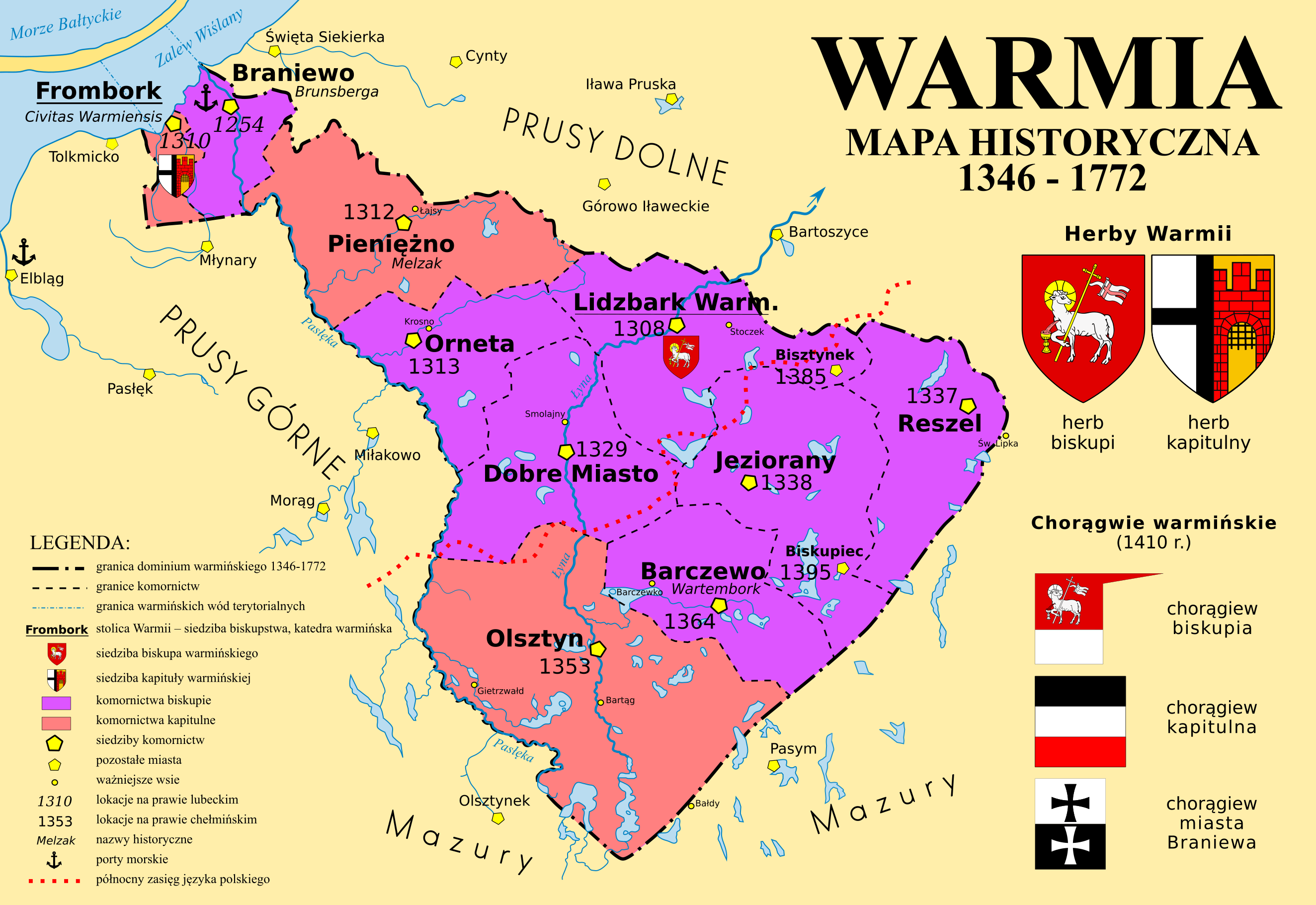
Mapa historyczna Warmii

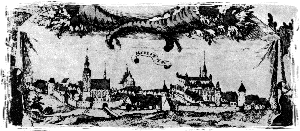
Panorama Lidzbarka XIV w.

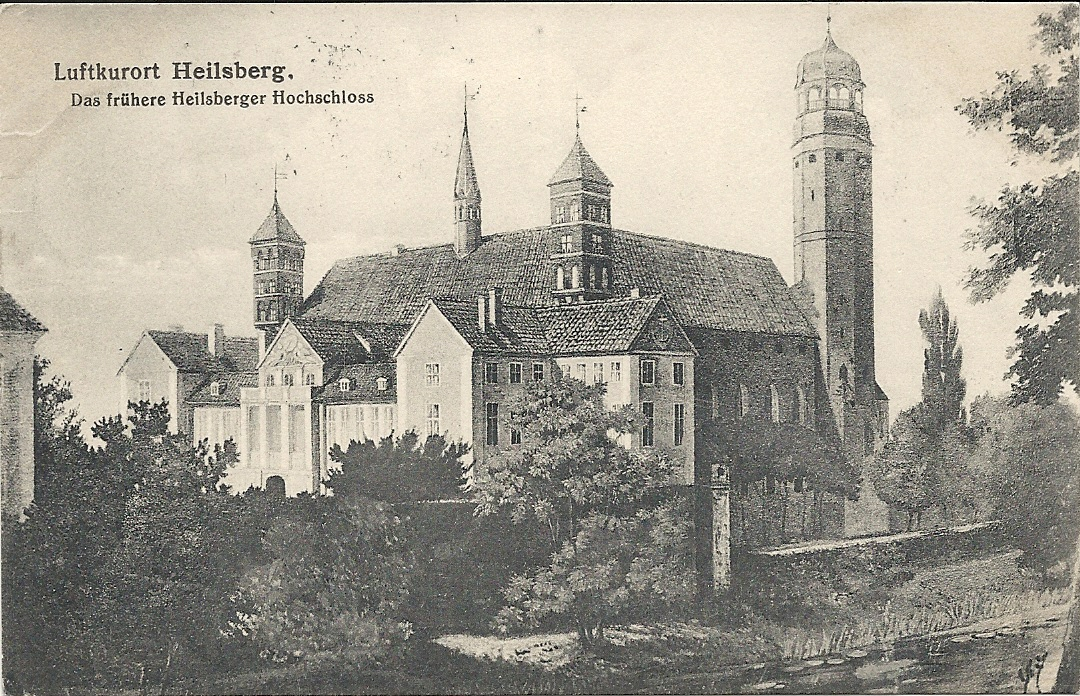
Litografia przedstawiająca Zamek Biskupów Warmińskich w Lidzbarku Warmińskim z nieistniejącym już pałacem biskupa Wydżgi (1667-1673), rozebranym w 1840 r.

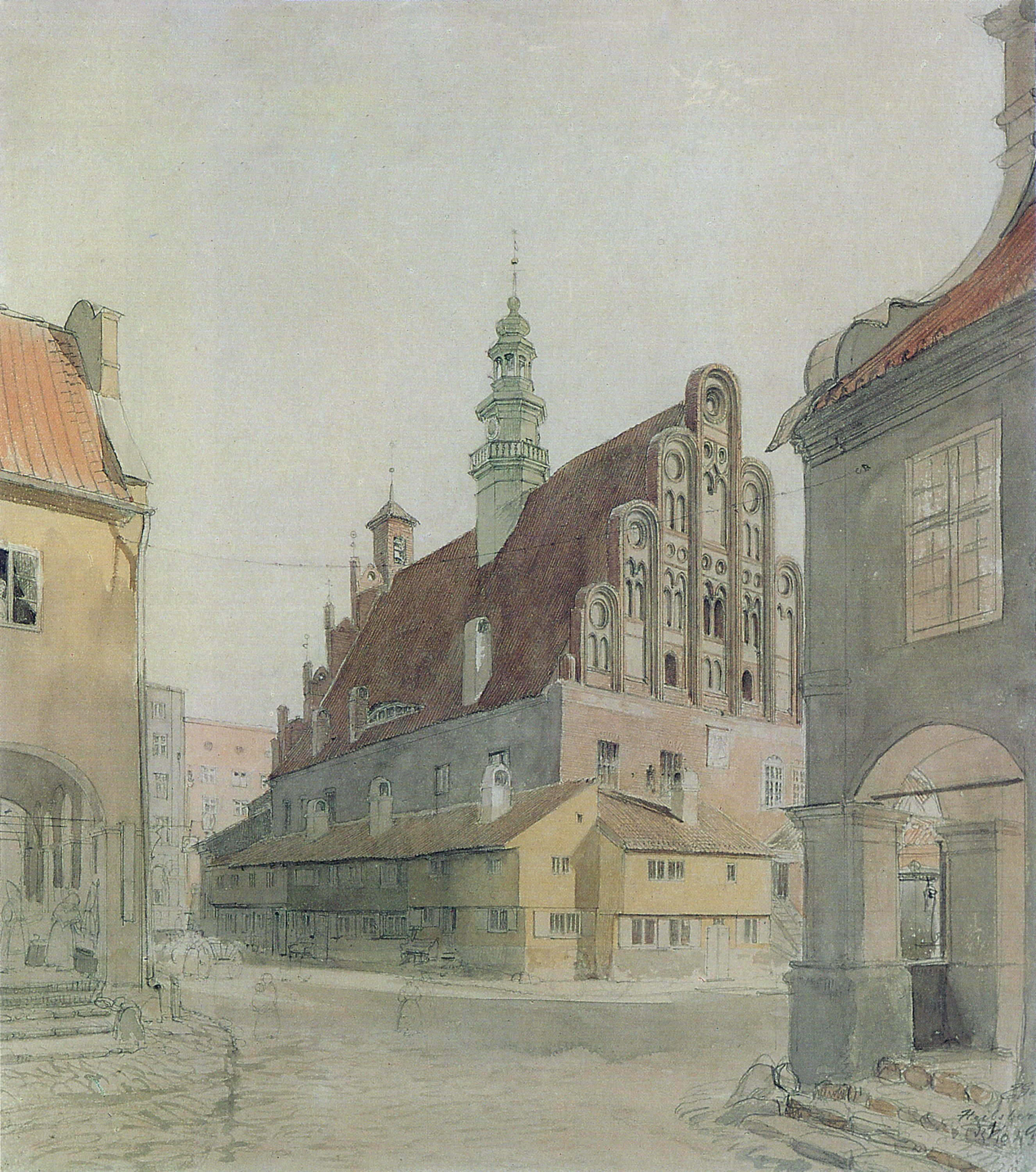
Średniowieczny ratusz, zniszczony w 1865 r.,
Eduard Gaertner, (1845 r.)

Staropruska osada leżąca na pograniczu ziem Warmów i Bartów – Lecbarg – już w 1240 r. została podbita przez Krzyżaków. W tym roku pojawiła się pierwsza wzmianka o Lidzbarku. Rok później istniał tu już drewniany zamek krzyżacki. Już w 1242 r. wybuchło powstanie (1242–1249) uciemiężonych Prusów przeciwko krzyżackiemu najeźdźcy. Lecbarg został odbity z rąk zakonników i doszczętnie zniszczony. W następnym roku gród odzyskali Krzyżacy. Zamek przekazany został w 1251 r. pierwszemu biskupowi diecezji warmińskiej Anzelmowi.
W 1260 r. wybuchło kolejne, II powstanie pruskie, w tym także roku bp Anzelm wydał dekret erekcji kapituły warmińskiej. Po uciążliwym oblężeniu w 1261 r. dowodzonym przez wodzów pruskich, Warmijczyka Glappo oraz Auktumo z Pomezanii, Lecbarg wrócił do pierwszych właścicieli. W 1274 r. osada powróciła do rąk Krzyżaków.
Trzeci rezydujący tu biskup warmiński, Eberhard z Nysy na Śląsku, nadał 12 sierpnia 1308 r. prawo miejskie lokacji chełmińskiej. Fakt, iż założyciel miasta pochodził ze Śląska wpłynął na wygląd miasta. Do nowo powstałego miasta napływali osadnicy niemieccy i polscy ze Śląska właśnie.
Budowę zamku rozpoczęto w widłach Łyny i wpadającej do niej Symsarny, a miasta na przeciwległym ciasnym półkolu Łyny. Jeszcze w XIV w. wybudowano ratusz, kościół i szpital. Pierwszy drewniany kościół wyświęcono w 1315 r. W drugiej połowie XIV w. zaczęto otaczać miasto murami z basztami i bramami.
Już ok. 1390 r. pomyślano o budowie wodociągu, który działał do 1904 r. Wszystko to miasto zawdzięczało Janowi z Miśni, który w 1350 r. wybrał miasto jako siedzibę dla biskupów warmińskich. W tym także roku rozpoczął on budowę murowanego zamku. Tutaj skupiła się centralna administracja biskupstwa, stanowiono prawa, odbywano sądy; tutaj kwitło życie kulturalne i dyplomatyczne, funkcjonowała szkoła.
W 1410 r. biskup warmiński Henryk Vogelsang wystawił wojska, które wzięło udział w bitwie pod Grunwaldem, gdzie jego oddziały zostały rozbite. Miasto musiało na krótko uznać władzę króla polskiego. Rok później lidzbarski zamek wybrał na swą siedzibę wielki mistrz Henryk von Plauen i rezydował w nim dwa lata. W 1414 r. Lidzbark Warmiński został spalony przez oblegające miasto wojska polskie. W czerwcu 1440 r. Lidzbark na zjeździe w Elblągu przystąpił do antykrzyżackiego Związku Pruskiego i uznał władzę króla polskiego a Aleksander Sculteti organizował obronę miasta na czas wojny z zakonem krzyżackim. Biskupstwo warmińskie obdarzone zostało fotelem w senacie polskim w 1497 r.
W poł. XVII wieku Lidzbark bronił się przed najazdem wojsk szwedzkich. W latach 1703–1709 Lidzbark okupowali Szwedzi, a w 1703 r. król Szwecji Karol XII spędzał tu zimę. W Lidzbarku zapadła decyzja, aby królem Polski został Stanisław Leszczyński. W latach 1767–1795 biskupem warmińskim był Ignacy Krasicki. Po pierwszym rozbiorze Polski w 1772 r. Warmia została wcielona do Królestwa Prus. Biskupi i kapituła stracili swą władzę, kraj podzielono na powiaty, a na zamku usytuowano garnizon pruski. Po drugim rozbiorze Ignacy Krasicki opuścił Warmię, a po jego śmierci rezydencja biskupów została przeniesiona do Olsztyna, w związku z czym Lidzbark powoli zaczął tracić swoją dotychczasową dominującą pozycję.
10 czerwca 1807 r. miała miejsce bitwa pod Lidzbarkiem Warmińskim. Lidzbark Warmiński z racji swojego położenia stał się głównym ośrodkiem dowodzenia Rosjan i Prusaków przeciw Francuzom. W 1816 i 1818 r. rozebrano bramy: Kościelną, Młyńską i Zamkową, gdyż utrudniały komunikację. W latach 1821–1823 powstał pierwszy na ziemi warmińskiej kościół ewangelicki. Podczas I wojny światowej w 1914 r. przez pięć dni Lidzbark był okupowany przez wojska rosyjskie. W latach 1914–1919 w pobliżu Lidzbarka Warmińskiego działał duży obóz jeniecki.
W 1937 miała miejsce tzw. „wojna różańcowa” – napad policji na młodzieżowe poczty sztandarowe podczas procesji Bożego Ciała.
Miasto zostało zajęte 31 stycznia 1945 roku przez jednostki 31. armii III Frontu Białoruskiego (w 1972 roku na ówczesnej ul. Lenina odsłonięto Pomnik Wdzięczności). Po zdobyciu przez Armię Czerwoną w 1945 r. miasto było zrujnowane w 80%.
W 1945 r. miasto powróciło do Polski, w 1946 zatwierdzono obecną nazwę. W kolejnych latach Lidzbark został zaludniony i przystosowany do życia przez ludność napływową z Polski centralnej oraz Kresów, a także w części przez ludność niemiecką (pogranicze obecnego obw. królewieckiego i Litwy) uciekającą przed armią sowiecką (reszta autochtonów – Niemcy i Warmiacy – w większości uciekli wraz z armią hitlerowską albo wyemigrowali z Lidzbarka do Republiki Federalnej Niemiec po 1956 roku).
W 1958 roku podjęto decyzję o nieodbudowaniu z ruin Starego i Nowego Miasta, a w następnych dziesięcioleciach na pozostałościach lidzbarskiej Starówki wzniesiono betonowe blokowiska. Wyburzono również wiele cennych zabytkowych budynków, między innymi osiemnastowieczne domy w rejonie Placu Młyńskiego i ulicy Klasztornej i dziewiętnastowieczną pierzeję ulicy Wysokiej Bramy.

## Architektura

### Zabytki
Wpisane w rejestr zabytków:

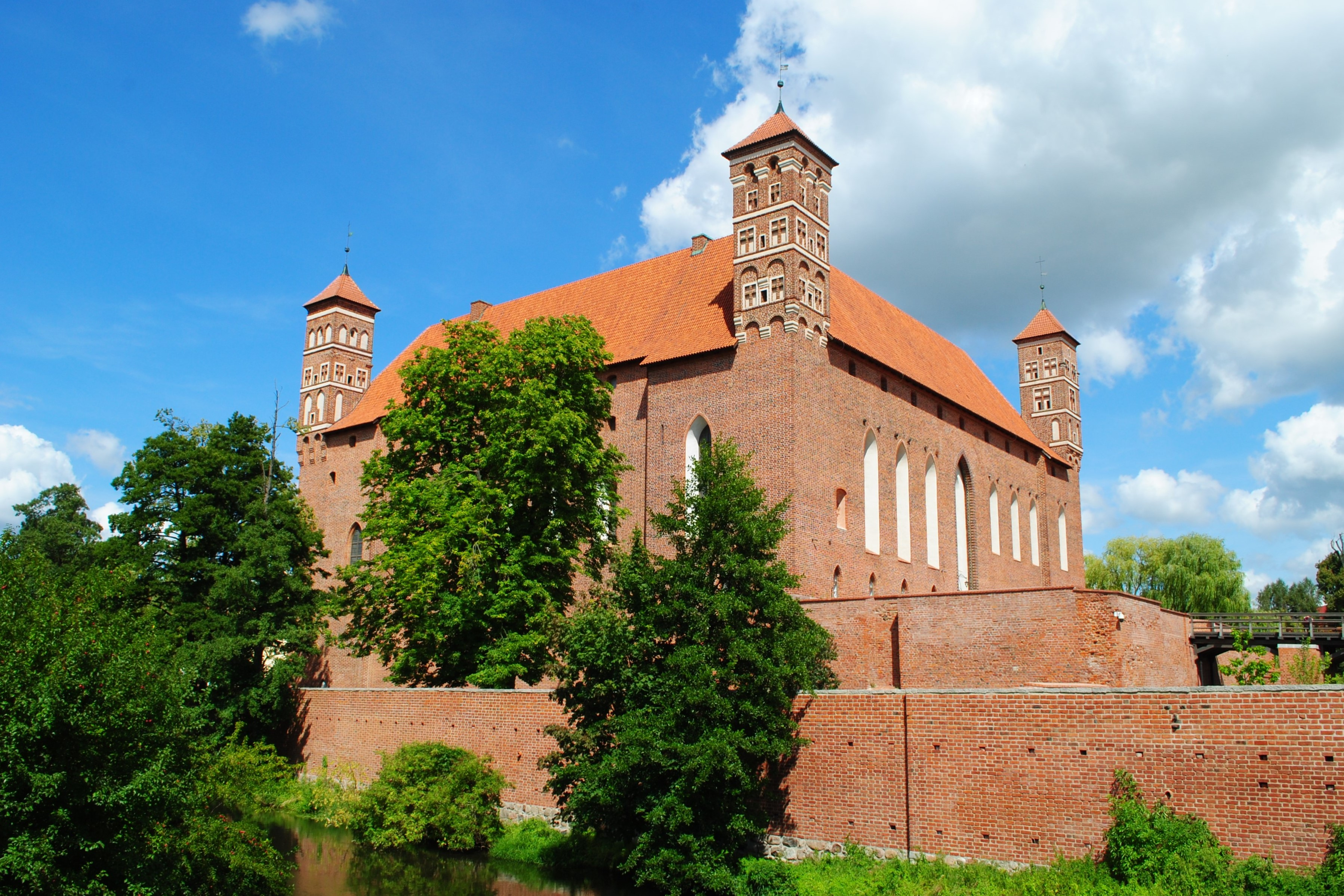
Zamek Biskupów Warmińskich, obecnie Muzeum Warmińskie

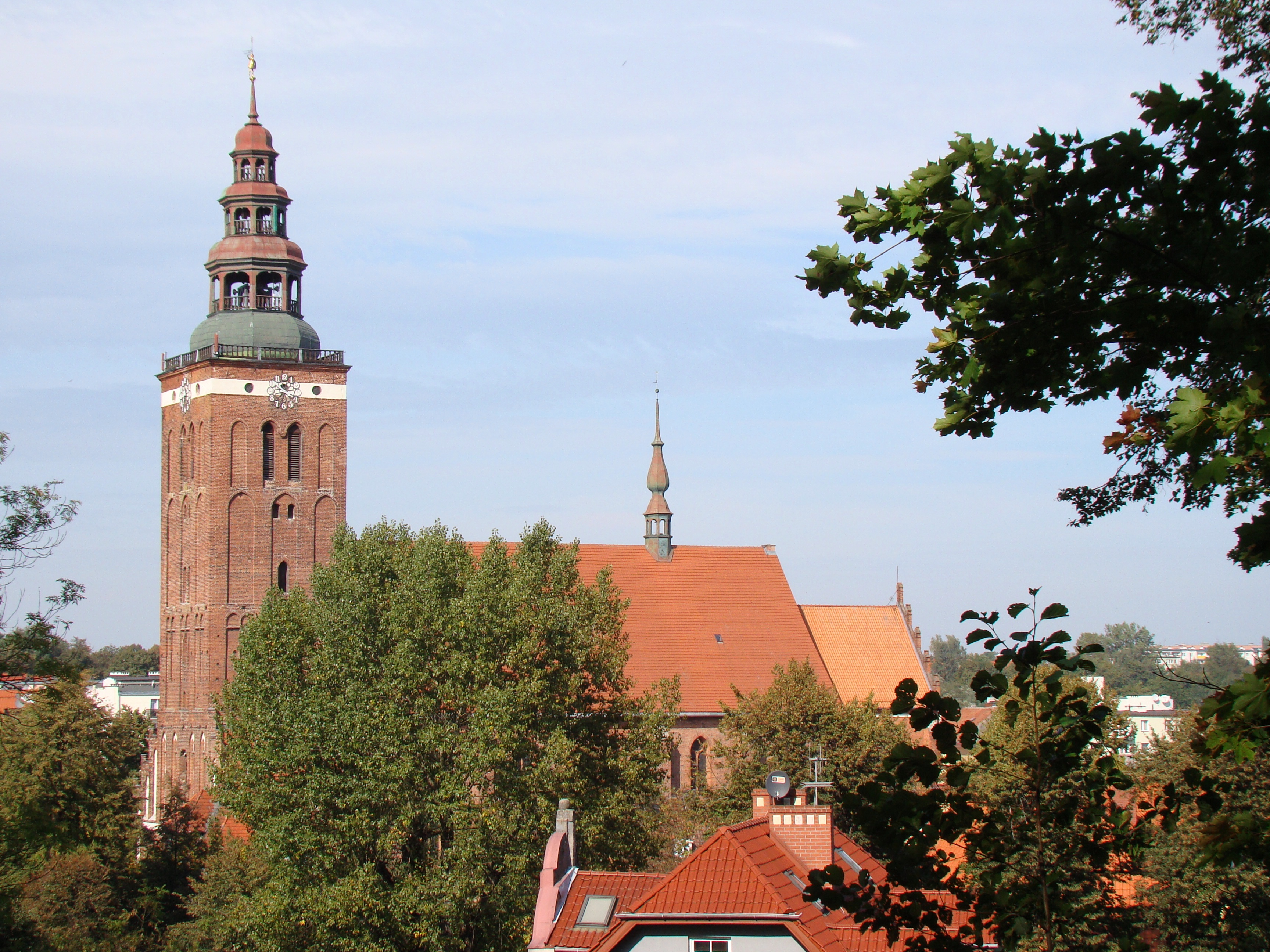
Kolegiata św. Piotra i Pawła

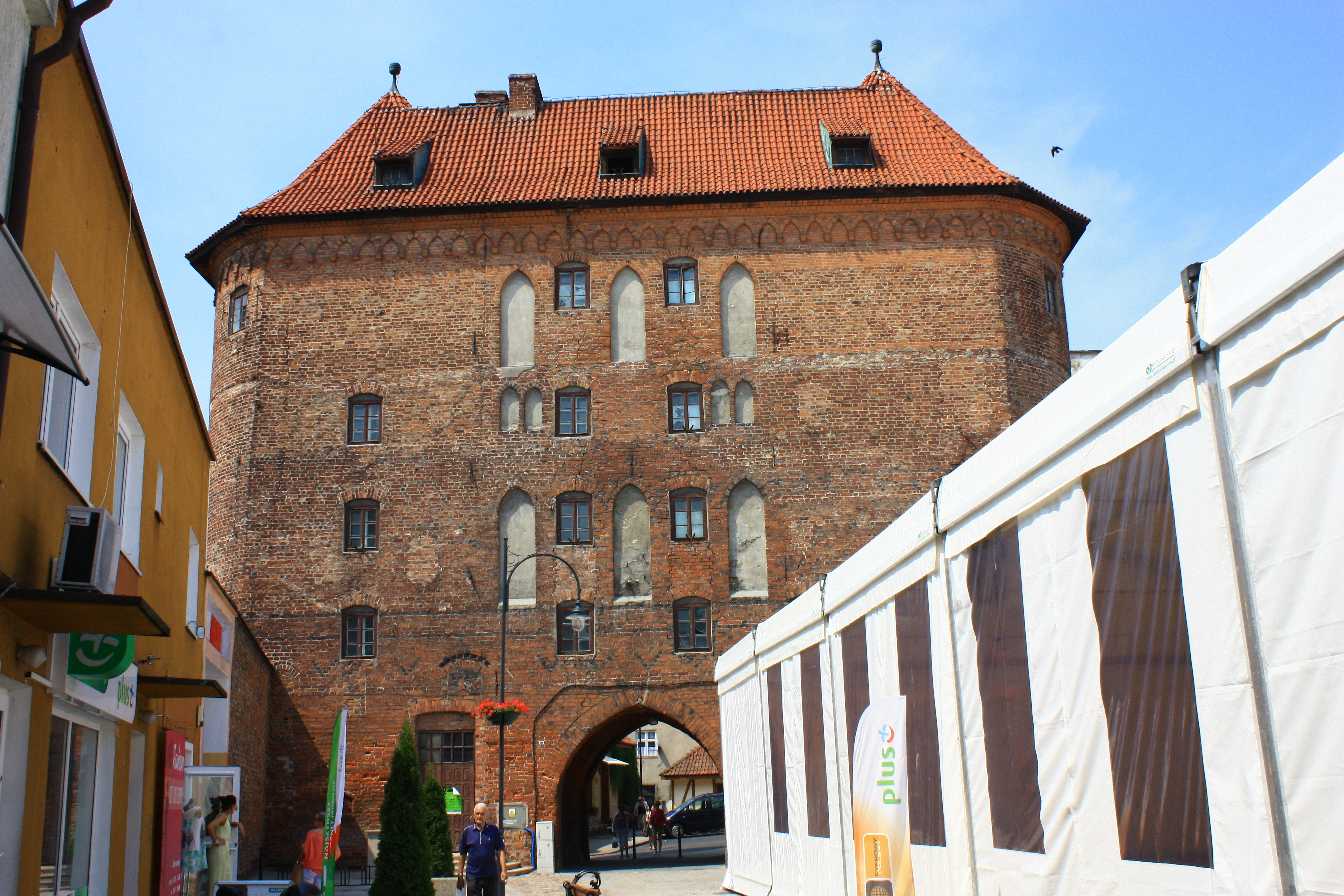
Przedbramie Wysokiej Bramy od strony wewnętrznej

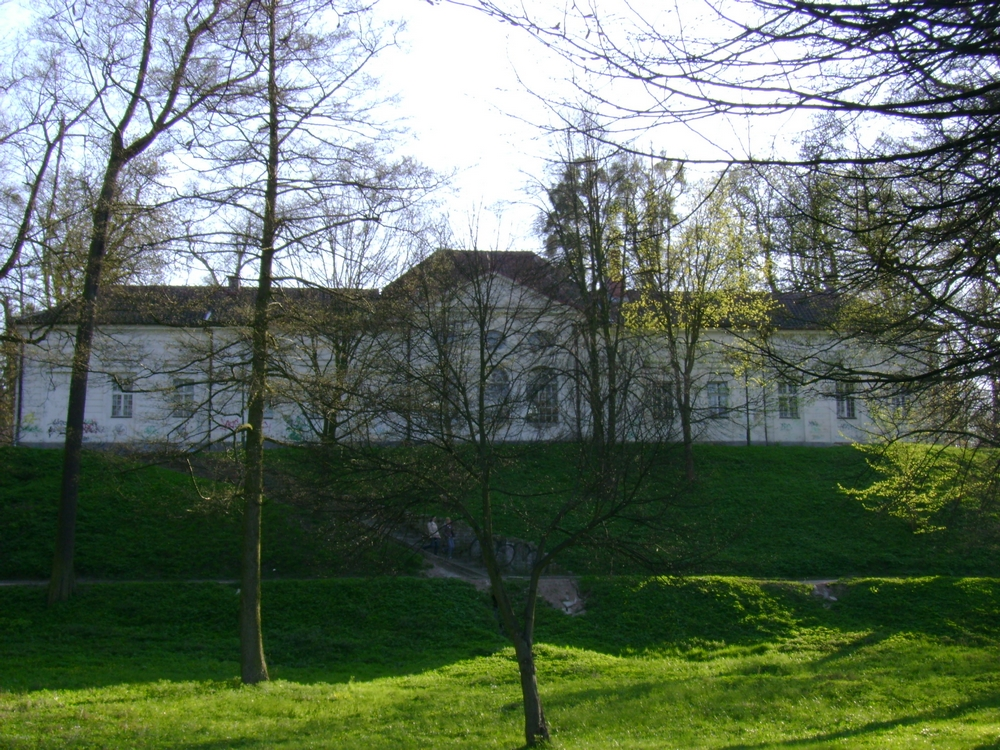
Letni pałacyk biskupów „Oranżeria Krasickiego”

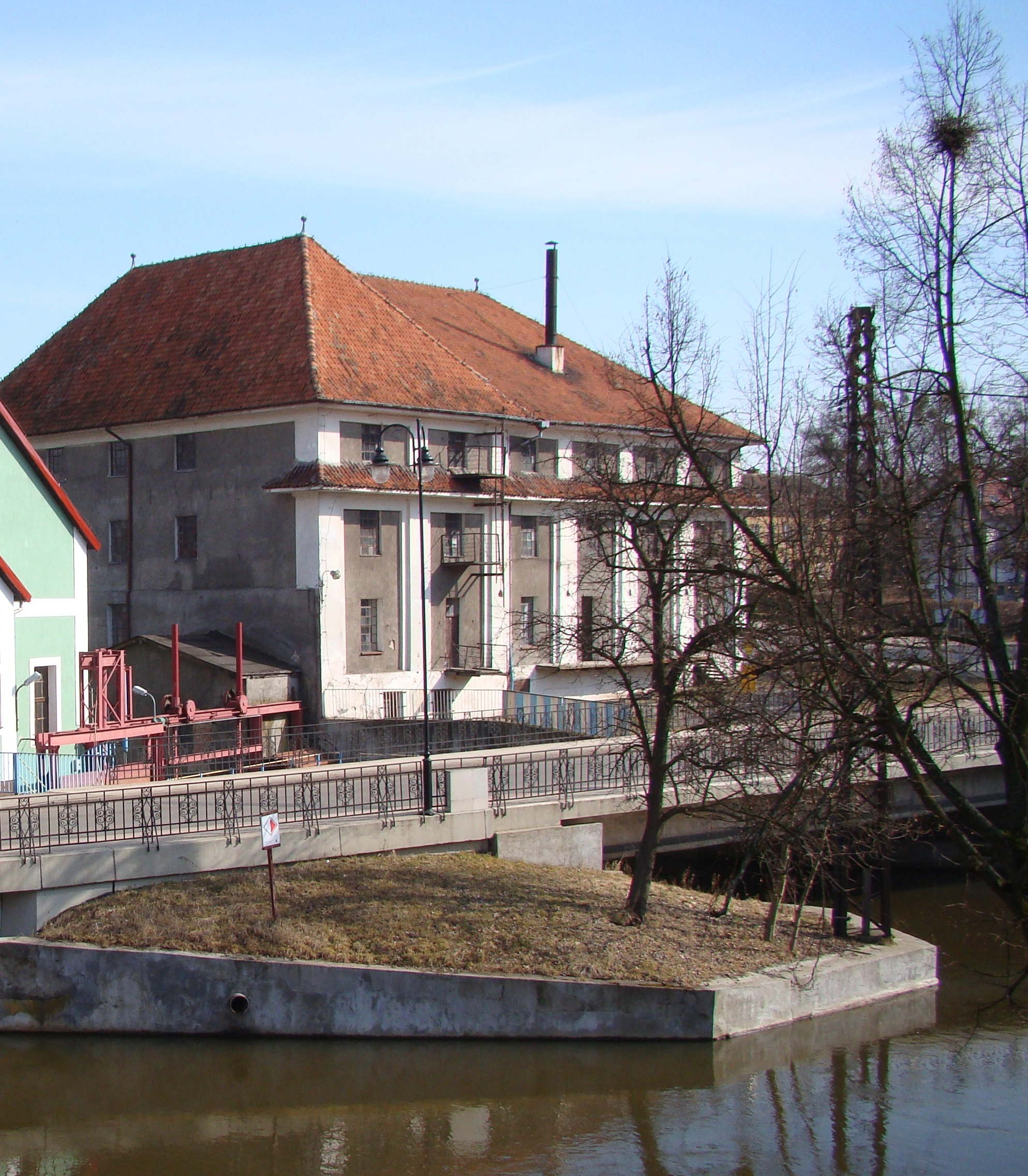
Budynek dawnego młyna i kaszarni, Plac Młyński 5

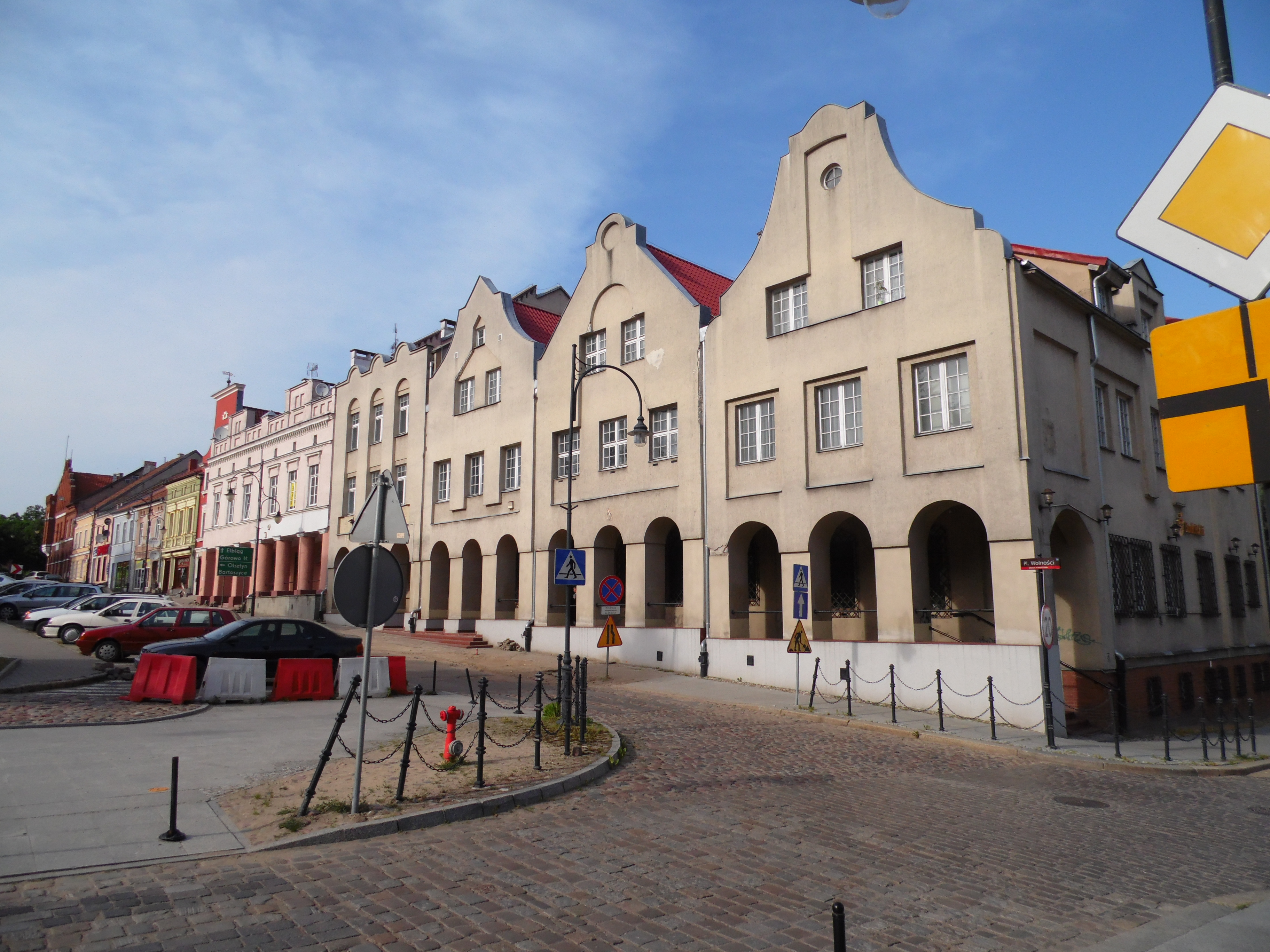
Kamienice podcieniowe w rynku, na pierwszym planie rekonstrukcje z lat 80.–90. Siedziba banku PKO BP. W głębi kamienice oryginalne.

- Zamek Biskupów Warmińskich wraz z przedzamczem, bastionem i basztą – jeden z najcenniejszych zabytków w Polsce[19]. Jest najlepiej zachowaną budowlą na ziemiach byłego państwa zakonnego, choć nigdy bezpośrednio nie znalazł się we władaniu Krzyżaków. Bryłę zamku w narożu północno-wschodnim zdobi wieża wysoka – stołp, a w pozostałych narożach wieżyczki na konsolach. Dziedziniec lidzbarskiego zamku ze względu na krużganki przypomina dziedziniec Królewskiego Zamku na Wawelu. Na zamku przebywały znamienite osoby: Mikołaj Kopernik, papież Pius II, Jan Dantyszek, Ignacy Krasicki, Stanisław Hozjusz, Marcin Kromer, Jan Olbracht Waza, Adam Stanisław Grabowski, Karol XIII, Napoleon Bonaparte i wielu innych.
- Kolegiata św. Piotra i Pawła wraz z klasztorem i wikarówką – W 1315 roku na miejscu aktualnego kościoła stała drewniana bazylika, przypominająca tę z Fromborka. W końcu XIV w. dobudowano wieżę o drewnianym zakończeniu i przyległe do niej kaplice. Jest budowlą późnogotycką, murowaną, orientowaną. Otoczona skarpami uskokowymi, posiada sklepienia gwiaździste. Wieżę wieńczy barokowy hełm trójlatarniowy, a na nim chorągiewka z herbem biskupa Potockiego. Po 1698 r. kościół przebudowano na barokowy, a w 1870-1872 regotyzowano. W latach 1892–1896 dobudowano trójnawowe bazylikowe prezbiterium, zakrystię i boczne kruchty.
- Dawny kościół ewangelicki – najwybitniejszy przykład architektury protestanckiej na Warmii, wybudowany w latach 1818–1823 ze środków Fryderyka Wilhelma III. Projekt budowli wykonano w Wyższej Deputacji Budowlanej (Oberbaudeputation) w Berlinie. Uważa się, że był on inspirowany twórczością Karla Friedricha Schinkla, który w tamtym czasie kierował placówką projektującą ów budynek. Architektura budowli inspirowana była twórczością z różnych stylów oraz epok i charakteryzuje się połączeniem nowatorskich struktur kompozycji i estetyki. Takie rozwiązania można odnaleźć nieco później w twórczości Schinkla. Kościół wystawiony jest w konstrukcji ryglowej, na kamiennej podmurówce, oszalowany. Ma formę pseudoromańskiej, trójnawowej, pięcioprzęsłowej bazyliki emporowej, z płytkim prezbiterium od północy i dwuwieżową fasadą od południa. Empory we wnętrzu, wsparte na czworobocznych słupach, otwarte są do nawy głównej szerokimi półkolistymi arkadami. Aktualnie pełni funkcję cerkwi prawosławnej.
- Kościół Podwyższenia Krzyża – barokowy kościółek odwrotnie orientowany postawiony jako wotum dziękczynne za kres epidemii dżumy. Biskup Załuski chciał stworzyć sanktuarium dla drewnianego krzyża, który stał na miejscu aktualnego kościoła. Początkowo znajdowała się tu jedynie kaplica. Kamień węgielny poświęcono w roku 1709, ale chorągiewka na szczycie pochodzi z roku 1789, wtedy prawdopodobnie za biskupa Krasickiego ukończono tę barokową świątynię projektu Ernesta Mazura. Barokowe wyposażenie pochodzi z roku 1790. Mały kościółek otoczony jest murami z dwiema narożnymi kaplicami. Sufit płaski, drewniany z polichromią. W środku drewnianego jednoosiowego ołtarza obraz Matki Boskiej Częstochowskiej pokryty kotarą. Wnętrze jest przestronne i dobrze oświetlone. Dwa ołtarze boczne są podobne do głównego, ale mniejsze, ambona z XIX w.. Świątynia ma wymiary 24 x 10 m i jest odwrotnie orientowana o dwuspadowym dachu, elewacja podzielona pilastrami, zachodnia fasada zwieńczona latarenką o ostrosłupowym hełmie[20].
- Przedbramie Bramy Wysokiej – jeden z zachowanych elementów murów obronnych Lidzbarka. Jest to przedbramie przed nieistniejącą Wysoką Bramą, poprzedzone niegdyś barbakanem (usuniętym w r. 1868). Jest to najbardziej monumentalny zabytek tego typu na Warmii; przypomina Bramę Holsztyńską w Lubece. Ta gotycka budowla powstała w latach 1466–1478 r. Górną część przemurowano około 1850 roku. Jest czteropiętrowa, a po dwóch bokach ma dwie półokrągłe baszty, połączone ze sobą głównym korpusem bramowym. W środkowej części bramy znajduje się ostrołukowy przejazd. Fasada budynku ozdobiona jest od swej strony zewnętrznej na ścianach najwyższego piętra fryzem o łukach z profilowanej cegły, oplatającym zygzakiem koronę murów. Widnieją też tutaj cztery blendy oraz 4 tarcze. Dawniej łączyła ją z właściwą bramą w murach miejskich murowana szyja o długości około 20 m.
- Mury obronne i układ urbanistyczny – zaraz po połowie XIV w. zaczęto otaczać miasto murami z basztami i bramami. Od wschodu, południa i częściowo od zachodu świetną naturalną ochroną była Łyna. Mury tu też były osłonowe, słabsze. Od północy powstały masywne mury z licznymi basztami i sucha fosą. O ich ogromie może świadczyć ich fragment, który zachował się do dzisiaj. Budowę fortyfikacji zakończono w 1357 r. Przez lata dobudowywano do murów małe domki biednych mieszkańców. Mury stały się dla nich ochroną. Zachowały się dwa takie domy XV-wieczne. Układ urbanistyczny podlega ochronie prawnej na obszarze 50–200 m od murów miejskich.
- Oranżeria Krasickiego – tzw. oranżeria, barokowo-klasycystyczny pawilon ogrodowy, wzniesiony w latach 1711–1724 dla biskupa Teodora Potockiego, rozbudowany ok. 1770 roku dla biskupa Ignacego Krasickiego. Przebudowa objęła dobudowę skrajnych pomieszczeń, wykonanie owalnych okien sali głównej i ujednolicenie elewacji zewnętrznej. Obiekt nabrał w ten sposób cech barokowego klasycyzmu stanisławowskiego. Budynek parterowy o pięciu symetrycznych członach, które tworzą wydłużony prostokąt. Środkowy człon jest zaakcentowany wyższym dachem czterospadowym i dwustronnym ryzalitem z trójkątnym naczółkiem. W elewacjach skrajnych segmentów półkolumny. W centralnej, ośmiobocznej sali nakrytej kopułą, późnobarokowe freski z motywem Czterech Pór Roku[20].
- Ratusz – neogotycki XIX-wieczny. Trwają prace projektowe nad odbudową średniowiecznego – spalonego, najokazalszego na Warmii ratusza[21].
- Budynek dawnego młyna
- Kaplica przy ul. Bema
- Kaplica św. Katarzyny przy ul. Bartoszyckiej
- Kolejowa wieża ciśnień
- Most drogowy przy ul. Kopernika
- Most/kładka im Mikołaja Kopernika wybudowana w formie łuku  przy wykorzystaniu żelbetu przez renomowaną firmę inżynieryjno - budowlaną Drenckhahn & Sudhop z Brunszwiku w 1909 roku[22]
- Zabytkowe domy przy ulicach: Wysokiej Bramy, Kajki, Mickiewicza, Kopernika, Lipowej, Wyszyńskiego, Placu Konstytucji 3 maja, Ratuszowej, Hożej, Kasprowicza, Placu Wolności 3.

### Cmentarze

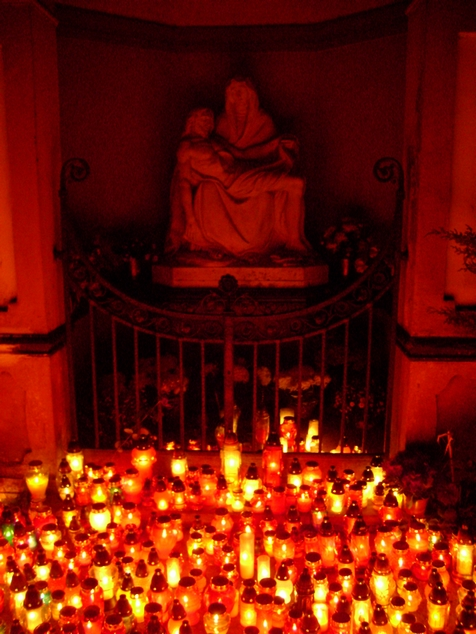
Pietà na cmentarzu komunalnym

- Cmentarz miejski – powstały na miejscu dawnych ogrodów Ignacego Krasickiego, jeden z najpiękniej położonych cmentarzy w Polsce. W całości usytuowany w lesie. Na górze Golgota znajduje się ołtarz – ostatnia stacja stacje drogi krzyżowej prowadzącej od głównej bramy. Szczególnie piękna jest stacja zdjęcia z krzyża Pana Jezusa w formie marmurowej Piety oraz grota z marmurowym ciałem Jezusa. Na cmentarzu znajduje się pomnik poległych w czasie wojny. Spoczywa tu również Ferdinand Schulz, który osiągnął rekord świata w lataniu na szybowcu. Zachowały się drewniane groby dłuta rzeźbiarza Michaela Lipowa. Niepotwierdzone jest, iż wykonał drogę krzyżową.
- Cmentarz wojenny – w latach 1914–1918 znajdował się tu obóz jeniecki. Przebywali tu Rosjanie, Brytyjczycy, Serbowie, Rumuni, Francuzi, Włosi, Belgowie, jak również Niemcy wypędzeni z Wołynia. Jeńcy pracowali przy budowie drogi do Bartoszyc, z powodu głodu i chorób wielu zmarło. W pobliskim lesie powstał cmentarz dla jeńców, którzy wybudowali dla swych kolegów pomnik w kształcie piramidy. Rząd brytyjski ufundował krzyż. Niepotwierdzone źródła podają następujące liczby: Rosjan 2081, Rumunów 506, Brytyjczyków 49, Francuzów 43, Włochów 19, Serbów 8, Belgów 45. Liczba pochowanych tam Niemców nie jest bliżej określona.
- Cmentarz Żołnierzy Radzieckich – cmentarz poświęcony pamięci poległych tutaj żołnierzy Armii Czerwonej.
- Cmentarz żydowski w Lidzbarku Warmińskim

### Pomniki

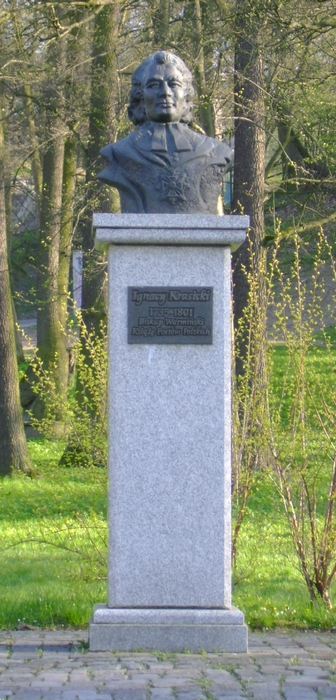
Pomnik Ignacego Krasickiego na miejscu jego dawnych ogrodów

- Pomnik Wdzięczności Armii Radzieckiej – zdemontowany w 2018 r.
- Głaz upamiętniający budowę osiedla im. Marcina Kromera
- Popiersie Ignacego Krasickiego w jego dawnych ogrodach
- Popiersie Mikołaja Kopernika przy Szkole Podstawowej nr 1 jego imienia
- Pomnik św. Katarzyny Aleksandryjskiej na przedzamczu z jej atrybutem czyli kołem, ufundowany przez bp. Grabowskiego. Rekonstrukcja przy okazji adaptacji przedzamcza na hotel w XXI wieku.
- „W Hołdzie Poległym, Pomordowanym i Zamęczonym Obrońcom Ojczyzny w latach 1939-1956” na cmentarzu leśnym
- Poległym jeńcom z I wojny światowej na cmentarzu rumuńskim
- Głaz przy komendzie policji ku pamięci poległych policjantów
- Pomnik strażaka przy komendzie PSP upamiętniający odwagę strażaków
- Głaz w parku przy ul. Mławskiej upamiętniający pierwszy rocznik „Wszechnicy Warmińskiej"
- Pomnik ku pamięci poległych żołnierzy polskich przy ul. Bartoszyckiej
- Głaz przy ZSZ upamiętniający Feliksa Kaczyńskiego
- Tablica pamiątkowa na MDK ku pamięci Ireny Kwinto
- Tablica upamiętniająca poległych strażaków na starej komendzie
- Tablica upamiętniająca 40-lecie Szkoły Podstawowej nr 3

## Sport i rekreacja
W Lidzbarku Warmińskim działa wiele klubów zajmujących się różnymi dziedzinami sportu. Największe osiągnięcia odnosili zawodnicy klubów:
- Polonia Lidzbark Warmiński – klub powstał w 1946 r. Największymi osiągnięciami są występ w III lidze i Wojewódzki Puchar Polski (1999/2000). Z klubu wywodzą się tacy zawodnicy jak: Norbert Witkowski, Adam Zejer, Czesław Żukowski.
- Akademia Piłkarska Lidzbark Warmiński[23].
- Moto klub Lidzbark Warmiński.

Inne kluby działające w mieście: grupy taneczne, capoeira, zapasy, Karate Kyokushin.
W mieście funkcjonują dwie hale widowiskowo-sportowe i cztery małe sale sportowe przy szkołach. Stadion w najbliższym czasie będzie remontowany. Na ulicy Słonecznej znajduje się oświetlone boisko ze sztuczną murawą. Już za rok odbędzie się otwarcie kompleksu boisk miejskich przy ZSZ. W Lidzbarku znajduje się jeden z najlepszych torów motocrossowych w Europie, czego potwierdzeniem są organizowane tu coroczne Mistrzostwa Polski oraz rozgrywki o Puchar PZM. W roku 2008 odbyły się tu Mistrzostwa Europy. Na południowo-wschodnim stoku Góry Krzyżowej znajdował się Ośrodek Sportów Zimowych „Krzyżowa Góra”, w którego skład wchodziły m.in. 2 wyciągi narciarskie z 4 trasami zjazdowymi. W sezonie letnim zbocza wzgórza pozwalają na uprawianie crossu kolarskiego. Duże znaczenie mają cieszące się wielkim zainteresowaniem mieszkańców ligi amatorskie:
- Lidzbarska Liga Piłki Nożnej - drużyny składają się z mieszkańców pobliskich miast
- Lidzbarska Amatorska Liga Piłki Siatkowej
- Lidzbarska Amatorska Liga Koszykówki.

Na terenie miasta funkcjonują Termy Warmińskie, będące pierwszym ośrodkiem termalnym w północnej Polsce. Obiekt składa się z części hotelowej i SPA oraz z części sportowej i rekreacyjnej, w skład której wchodzą baseny, zjeżdżalnia multimedialna z efektami świetlnymi i akustycznymi, hydromasaże, bicze wodne, oraz strefa saun.

## Turystyka

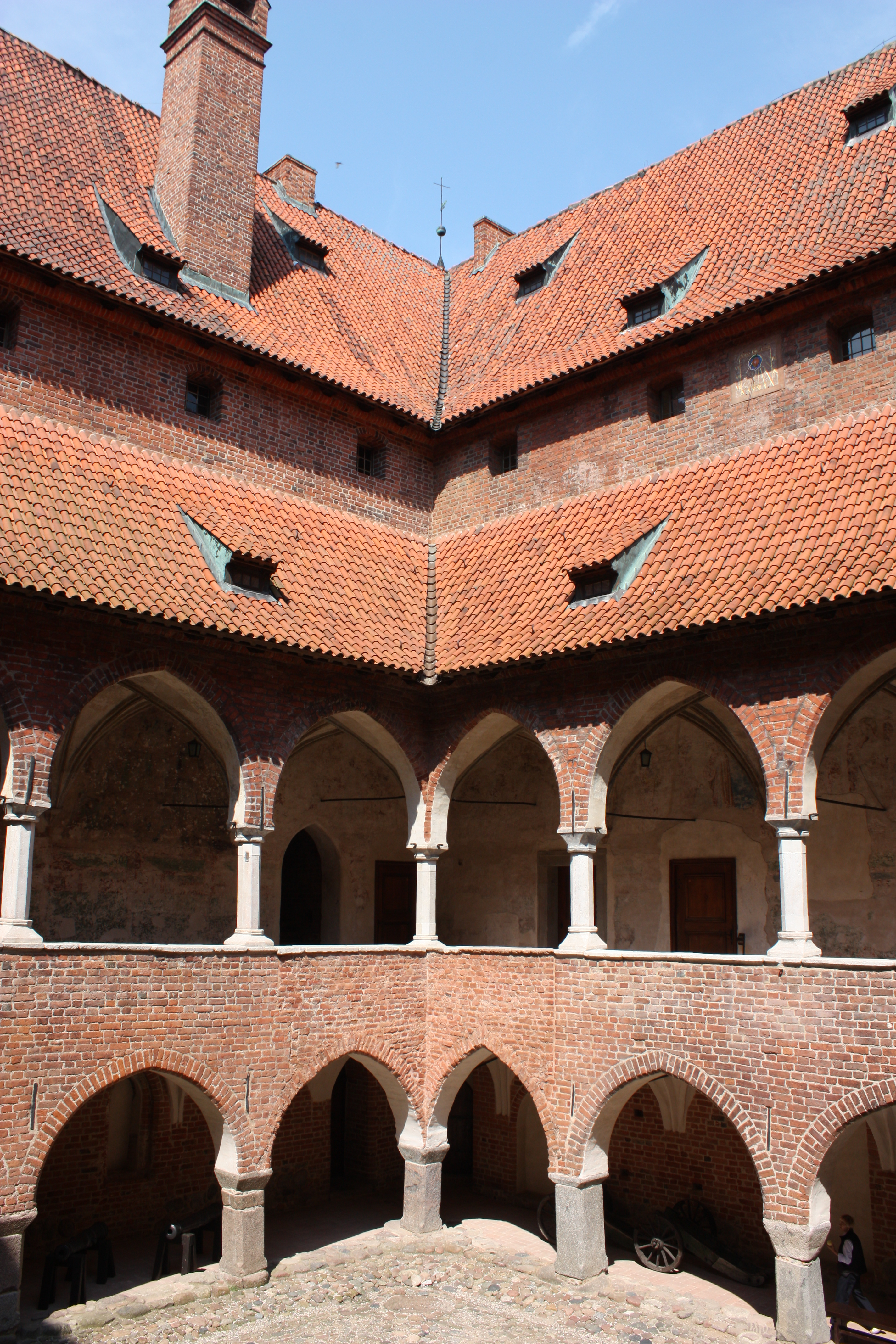
Zamek biskupi – krużganki

Lidzbarski zamek jest jednym z punktów Szlaku Zamków Gotyckich.
Informacji turystycznej udziela Centrum Informacji Turystycznej przy Wysokiej Bramie.
Przez miasto przebiega 8 szlaków turystycznych. Są to szlaki piesze, rowerowe, samochodowe i kajakowe. Do najbardziej znanych należą Szlak Kopernikowski i Szlak Zamków Gotyckich.
W pobliskich wioskach (Suryty, Blanki, Ignalin, Kierwiny, Gajlity, Koniewo, Wielochowo) i w samym Lidzbarku Warmińskim znajduje się 16 gospodarstw agroturystycznych. W pobliskiej wiosce Kłębowo mieści się schronisko młodzieżowe. W mieście są również oferowane pokoje gościnne. 1,5 km od miasta w lesie znajduje się ośrodek wypoczynkowy. W mieście są ponadto 2 zajazdy, hotele – w tym hotel na przedzamczu.

## Obszar ochrony uzdrowiskowej
W 2016 r. Osiedle Uzdrowiskowe na terenie Lidzbarka Warmińskiego uzyskało wraz z sołectwami Medyny i Łabno w gminie Lidzbark Warmiński status obszaru ochrony uzdrowiskowej („Obszar Ochrony Uzdrowiskowej Lidzbark Warmiński”).

## Miasta partnerskie
| Miasto         | Kraj     | Data podpisania umowy |
| -------------- | -------- | --------------------- |
| Milanówek      | Polska   | 25 października 2001  |
| Oud-Beijerland | Holandia | 26 czerwca 1992       |
| Sowieck        | Rosja    | 3 maja 2001           |
| Werlte         | Niemcy   | 8 września 2005       |

Umowa z Oud-Beijerland została podpisana 26 czerwca 1992 r. Współpraca dotyczy:
- wymiany doświadczeń dotyczących prowadzenia administracji samorządowej, pomocy społecznej i zagospodarowania zieleni miejskiej
- wymiany kulturalnej i sportowej
- wymiany doświadczeń pomiędzy Państwową Strażą Pożarną w Lidzbarku Warmińskim a Strażą Pożarną z Oud Beijerland.

Umowa z Sowieckiem została podpisana 3 maja 2001 r. Kierunki współpracy:
- wymiana w dziedzinie sportu, kultury i edukacji
- wymiana doświadczeń pomiędzy władzami samorządowymi.

Umowa z Milanówkiem została podpisana 25 października 2001 r. Kierunki współpracy:
- kultura, oświata, ochrona środowiska naturalnego.

Umowa z Werlte została podpisana 8 września 2005 r. Kierunki współpracy:
- wymiana grup młodzieżowych reprezentujących różne obszary działalności (np. sport, kościół, szkoły)
- wspólne imprezy w różnych dziedzinach (np. sztuka, kultura, muzyka)
- wymiana doświadczeń na wszystkich poziomach komunalnych (np. administracja, gospodarka, turystyka, ochrona krajobrazu i przyrody)

## Gospodarka
Na terenie miasta w 2006 r. było zarejestrowanych 1619 podmiotów gospodarczych. W Lidzbarku Warmińskim najbardziej rozpowszechnioną formą działalności gospodarczej jest handel i usługi oraz działalność produkcyjna oparta na bazie surowców lokalnych. Należy do nich drewno, które jest wykorzystywane do stolarki budowlanej i produkcji mebli. W mieście funkcjonują zakłady przetwórstwa mlecznego, mięsnego i zbożowego wykorzystujące produkcję roślinną i zwierzęcą powiatu. Coraz szybciej rozwijającym się sektorem jest agroturystyka.
Głównym ośrodkiem przemysłu w mieście jest zakład mleczarski Polmlek. Zakład zatrudnia 400 osób i jest jednym z największych zakładów tego typu w kraju. 40% produkcji jest produktem eksportowym. W mieście działa ponadto Warmińska Spółdzielnia Inwalidów produkująca odzież medyczną jednorazową.
Lidzbark Warmiński jest siedzibą Warmińsko-Mazurskiej Specjalnej Strefy Ekonomicznej. W 1999 r. powstała Warmińsko-Mazurska Izba Przemysłowo-Handlowa w Lidzbarku Warmińskim zrzeszająca podmioty prowadzące działalność gospodarczą na terenie powiatu lidzbarskiego. W sektorze publicznym działają 172 podmioty gospodarki narodowej, 58 państwowych i samorządowych jednostek prawa budżetowego i 3 gospodarstwa pomocnicze, 1 przedsiębiorstwo państwowe i 5 spółek handlowych. W sektorze prywatnym działają 1 447 podmioty gospodarki narodowej, 1 143 osób fizycznych prowadzi działalność gospodarczą, jest 50 spółek handlowych i 10 z udziałem kapitału zagranicznego, 8 spółdzielni, 3 fundacje, 32 stowarzyszenia i organizacji społecznych. W mieście funkcjonują 2 supermarkety i wiele zakładów usługowych.

## Transport

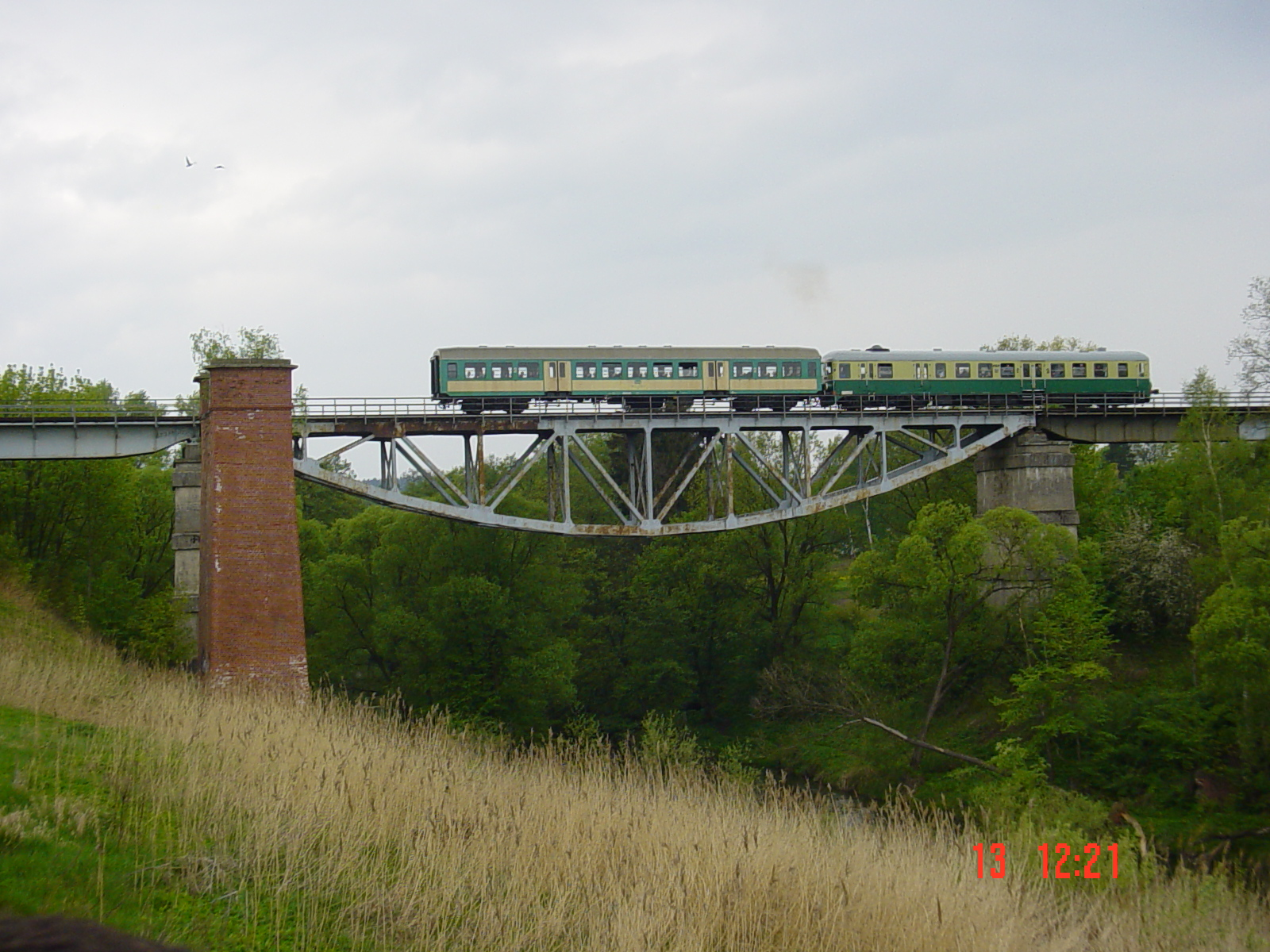
Pociąg na moście kolejowym przy ul. Bartoszyckiej

Lidzbark Warmiński leży na trasie drogi krajowej nr 51, gdzie krzyżuje się ona z wojewódzkimi drogami droga wojewódzka nr 511 i droga wojewódzka nr 513. Miasto leży na trasie między Warszawą a przejściem granicznym w Bezledach, dlatego występuje tu wzmożony ruch samochodów dostawczych z Rosji i polskich firm eksportowych. W Lidzbarku Warmińskim od jesieni 2021 r. istnieje bezpłatna autobusowa komunikacja miejska. Autobusy poruszają się po pięciu liniach, obsługiwanych przez cztery pojazdy o napędzie elektrycznym. W 2023 r. tabor komunikacji miejskiej stał się w pełni zeroemisyjny, jako pierwszy w Polsce. Przez miasto aktualnie nie kursują pociągi, w najlepszym okresie funkcjonowania stacji wychodziły stąd tory prowadzące do: Bartoszyc, Czerwonki, Cyntów (Korniewa (RUS)), Ornety, Sątopów-Samulewa. PKS Lidzbark Warmiński jest placówką PKS Bartoszyce i realizuje połączenia bezpośrednie do Gdańska, Warszawy i Olsztyna oraz do wielu mniejszych miejscowości. Z miasta kursuje wielu prywatnych przewoźników. Dworzec autobusowy i kolejowy znajdują się w północnej części miasta.
Linie kolejowe:
- zlikwidowane:
  - Elbląg – Orneta – Lidzbark Warmiński – Bartoszyce
  - Lidzbark Warmiński – Reszel – Kętrzyn
  - Cynty (Korniewo (RUS)) – Górowo Iławeckie – Lidzbark Warmiński – Czerwonka – Szczytno (Linia kolejowa nr 224)

Główne drogi przebiegające przez miasto:
- drogi krajowe:
  - droga krajowa nr 51 – Bezledy – Bartoszyce – Lidzbark Warmiński – Dobre Miasto – Olsztyn – Olsztynek droga krajowa nr 7
- drogi wojewódzkie:
  - droga wojewódzka nr 511 – Lidzbark Warmiński – Górowo Iławeckie – Bagrationowsk
  - droga wojewódzka nr 513 – Pasłęk – Orneta – Lidzbark Warmiński – Wozławki droga krajowa nr 57

Komunikacja miejska:
- Linia nr 1: Astronomów - Chopina Tężnie (przez ul. Wyszyńskiego i Mławską)
- Linia nr 2: Kolejowa Dworzec/Bema - Sosnowa (przez ul. Olsztyńską i Mławską)
- Linia nr 3: Astronomów - Chopina Tężnie (przez ul. Ornecką i Wiejską)
- Linia nr 4: Astronomów - Sosnowa (przez ul. Olsztyńską i Mławską)
- Linia nr 5: Sosnowa - Chopina Tężnie (przez ul. Olsztyńską i Mławską)

Transport lotniczy:
- W mieście znajduje się prywatne, śmigłowcowe lądowisko Lidzbark Warmiński-Polmlek.

## Edukacja
Pierwsza szkoła w Lidzbarku funkcjonowała już w XIV wieku, była to tzw. „Preussenschule”, przygotowująca do stanu duchownego. Pierwszą działającą po wojnie było Państwowe Koedukacyjne Gimnazjum Ogólnokształcące w Lidzbarku Warmińskim, rozpoczęło ono działalność już we wrześniu 1945 roku. Szkoła funkcjonowała w gmachu przy ul. Orła Białego 5, gdzie dzisiaj znajduje się Zespół Szkół Zawodowych. Po 1947 roku gimnazjum zostało przeniesione do innego budynku, a w rok później przemianowane na Szkołę Ogólnokształcącą Stopnia Podstawowego i Licealnego w Lidzbarku Warmińskim. Dzisiaj szkoła nosi nazwę Zespołu Szkół Ogólnokształcących im. Kazimierza Jagiellończyka.
W 1946 powstało również Gimnazjum i Liceum Gospodarstwa Wiejskiego, dzisiaj jest to Zespół Szkół i Placówek Oświatowych (Zespół Szkół Rolnicze Centrum Kształcenia Ustawicznego). W gmachu przy ul. Orła Białego powstał Zespół Szkół Zawodowych im. Stanisława Staszica, z liceum ekonomicznym i pedagogicznym. W Lidzbarku Warmińskim uczą się uczniowie z miasta oraz okolicznych wiosek. W 2003 roku powstała Wszechnica Warmińska, pierwsza Wyższa Szkoła Zawodowa w Lidzbarku Warmińskim.
Szkoły wyższe
- Wszechnica Warmińska, Wyższa Szkoła Zawodowa – niepaństwowa uczelnia wyższa utworzona decyzją Ministra Edukacji Narodowej i Sportu z 20 listopada 2003 roku

Szkoły średnie
- Zespół Szkół Ogólnokształcących im. Kazimierza Jagiellończyka
- Katolickie Liceum Ogólnokształcące
- Zespół Szkół Zawodowych im. Stanisława Staszica
- Zespół Szkół i Placówek Oświatowych (Zespół Szkół Rolnicze Centrum Kształcenia Ustawicznego)

Szkoły podstawowe i byłe gimnazja
- Szkoła Podstawowa nr 1 im. Mikołaja Kopernika – szkoła łączy się z byłym Gimnazjum nr 1 (dawną Szkołą Podstawową nr 2)
- Szkoła Podstawowa nr 3 im. Ignacego Krasickiego
- Szkoła Podstawowa nr 4 im. Jana Pawła II – szkoła łączy się z byłym Gimnazjum nr 2

Szkoły muzyczne
- Państwowa Szkoła Muzyczna I Stopnia

Przedszkola
- Przedszkole Niepubliczne z oddziałem żłobkowym „Kubuś"
- Przedszkole Niepubliczne „Miś"
- Przedszkole Niepubliczne „Puchatek"
- Przedszkole Publiczne Nr 5
- Przedszkole Publiczne Nr 6

Inne placówki oświatowe
- Młodzieżowy Ośrodek Wychowawczy im. Marii Grzegorzewskiej
- Powiatowa Poradnia Psychologiczno-Pedagogiczna
- Specjalny Ośrodek Szkolno-Wychowawczy

## Kultura

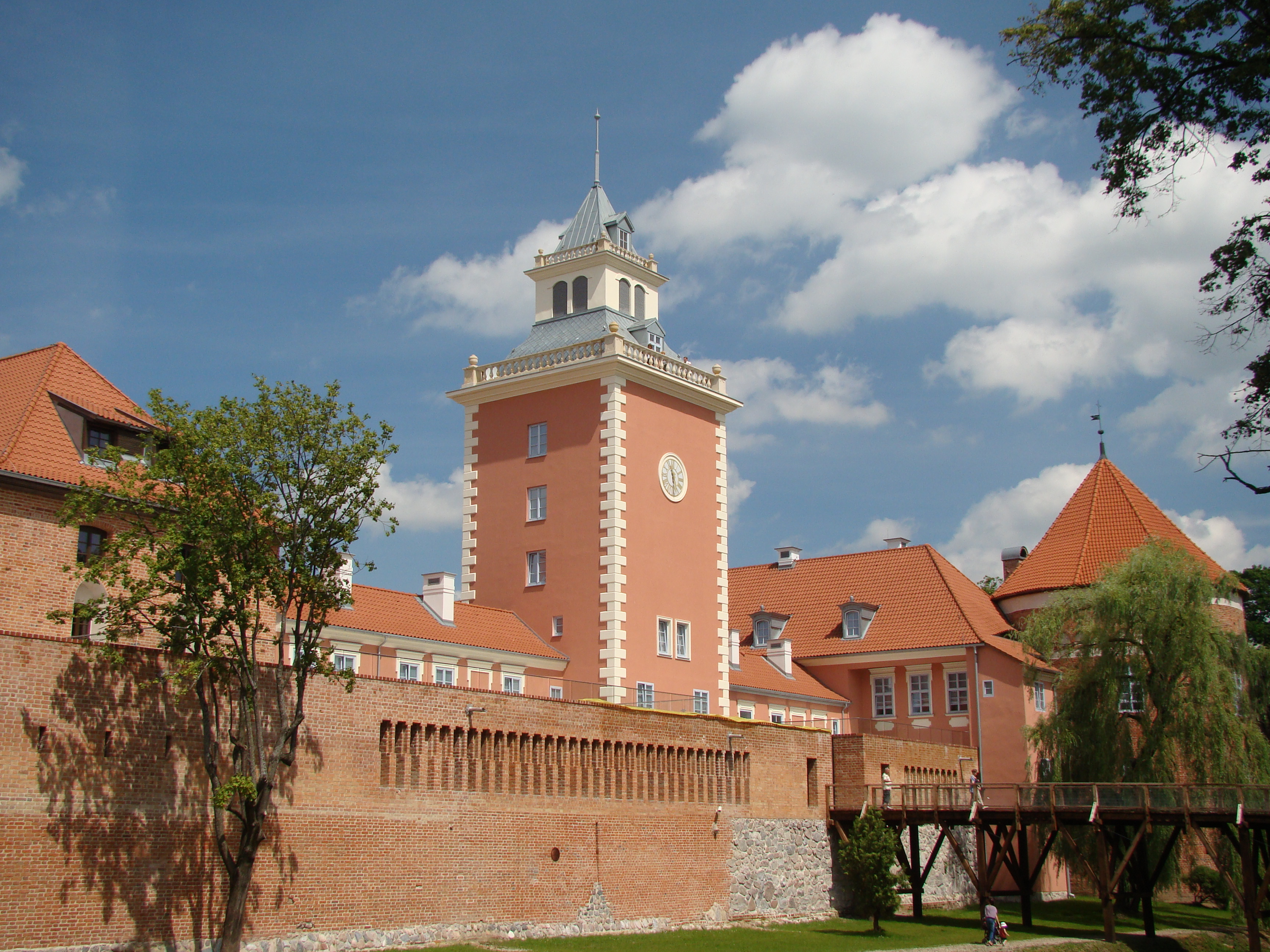
Podzamcze - wieża bramna i baszta

W 1950 roku powstał w Lidzbarku Warmińskim Dom Harcerza. Była to jedna z pierwszych placówek tego rodzaju w Polsce. Już w roku 1957 przemianowano go na Dom Kultury Dzieci i Młodzieży. W mieście funkcjonuje ponadto Lidzbarski Dom Kultury, szereg bibliotek i Klub Garnizonowy. Sala widowiskowa Lidzbarskiego Domu Kultury służy również do pokazów filmowych Kina Ignacy. W instytucjach tych odbywają się zajęcia tańca, teatralne, muzyczne, plastyczne i wiele innych.
W Lidzbarku Warmińskim odbywają się imprezy kulturalne o zasięgu regionalnym, krajowym, a także międzynarodowym. Najbardziej znane to: Lidzbarskie Wieczory Humoru i Satyry transmitowane przez TVP 1, Lidzbarskie Starcia Kabaretowe (eLeSKa) i rekonstrukcja bitwy pod Lidzbarkiem. Z miasta pochodzą kabarety „Snobów” i „Bez Szans”.
W Lidzbarku działa galeria „W oknie” i galeria przy LDK-u. Kapela „Znad Łyny” osiąga liczne sukcesy, Lidzbark ma również Orkiestrę Dętą PSP i LDK. Poza tym w mieście działa wiele kabaretów, grup teatralnych i zespołów muzycznych.

### Instytucje
Domy Kultury
- Lidzbarski Dom Kultury
- Młodzieżowy Dom Kultury im. Ireny Kwinto
- Klub Garnizonowy

Biblioteki
- Miejska Biblioteka Publiczna im. Marcina Kromera z oddziałem dla dzieci i oddziałem w szpitalu
- Biblioteka Klubu Garnizonowego
- Warmińsko-Mazurska Biblioteka Pedagogiczna w Elblągu - filia w Lidzbarku Warmińskim

Muzea
Największą lidzbarską placówką muzealną jest oddział Muzeum Warmii i Mazur – Muzeum Warmińskie w Lidzbarku Warmińskim, którego siedziba mieści się w Zamku Biskupów Warmińskich, świetnie zachowanym. W jego zbiorach znajdują się m.in. pamiątki, dokumenty, ikonografie, obrazy i rzeźby pochodzące z regionu. W Muzeum znajduje się dokument II pokoju toruńskiego, dzięki któremu Lidzbark został włączony do Polski. W zamku mieści się wystawa poświęcona jego wielkim mieszkańcom, z wielkim akcentem na Ignacego Krasickiego. Znajduje się tu również ekspozycja portretów jego rodziny. W refektarzu umieszczono ekspozycję malarstwa i sztuki średniowiecznej Warmii i Prus Krzyżackich. Najwyższe piętra zajmuje wystawa malarstwa polskiego XX wieku.
Galerie
- „W oknie"
- w LDK-u

### Imprezy
- Gwiazdozbiór Piotra Szwedesa - co roku Piotr Szwedes organizuje koncert charytatywny z udziałem wielu gwiazd.
- Kaziuki Wilniuki - koncert nawiązujący do folkloru Wileńszczyzny, terenu skąd pochodzi wielu mieszkańców Lidzbarka
- Koncerty Pro Musica Antiqua - coroczne koncerty muzyki dawnej zespołu solistów Akademii Muzycznych
- Festiwal Varmia Musica (wcześniej - Międzynarodowa Letnia Szkoła Muzyki Dawnej)[36]
- Koncert Szewczenkowski - koncert ukraińskiej mniejszości narodowej
- Lidzbarskie Prezentacje Artystyczne - coroczne pokazy i występy lidzbarskich artystów
- Lidzbarskie Starcia Kabaretowe
- Lidzbarskie Wieczory Humoru i Satyry - ogólnopolski konkurs o Złotą Szpilkę
- Rekonstrukcja bitwy pod Lidzbarkiem - coroczna rekonstrukcja na pamiątkę bitwy napoleońskiej
- 700-lecie nadania praw miejskich Lidzbarka Warmińskiego - zorganizowana od 8 do 12 lipca 2008 roku[37]
- Lidzbarski Wyścig Szosowy

## Wspólnoty religijne

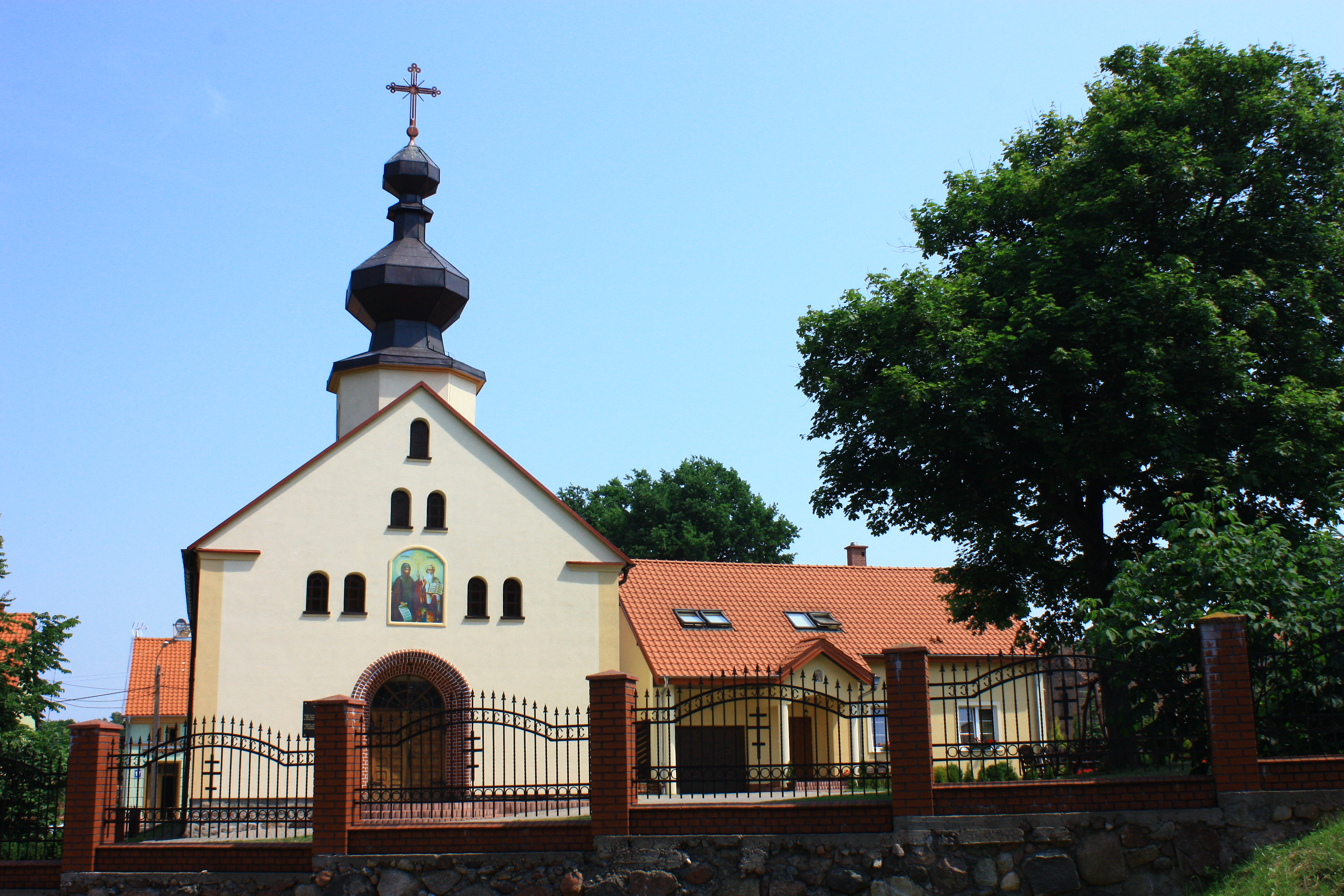
Cerkiew greckokatolicka Świętych Cyryla i Metodego

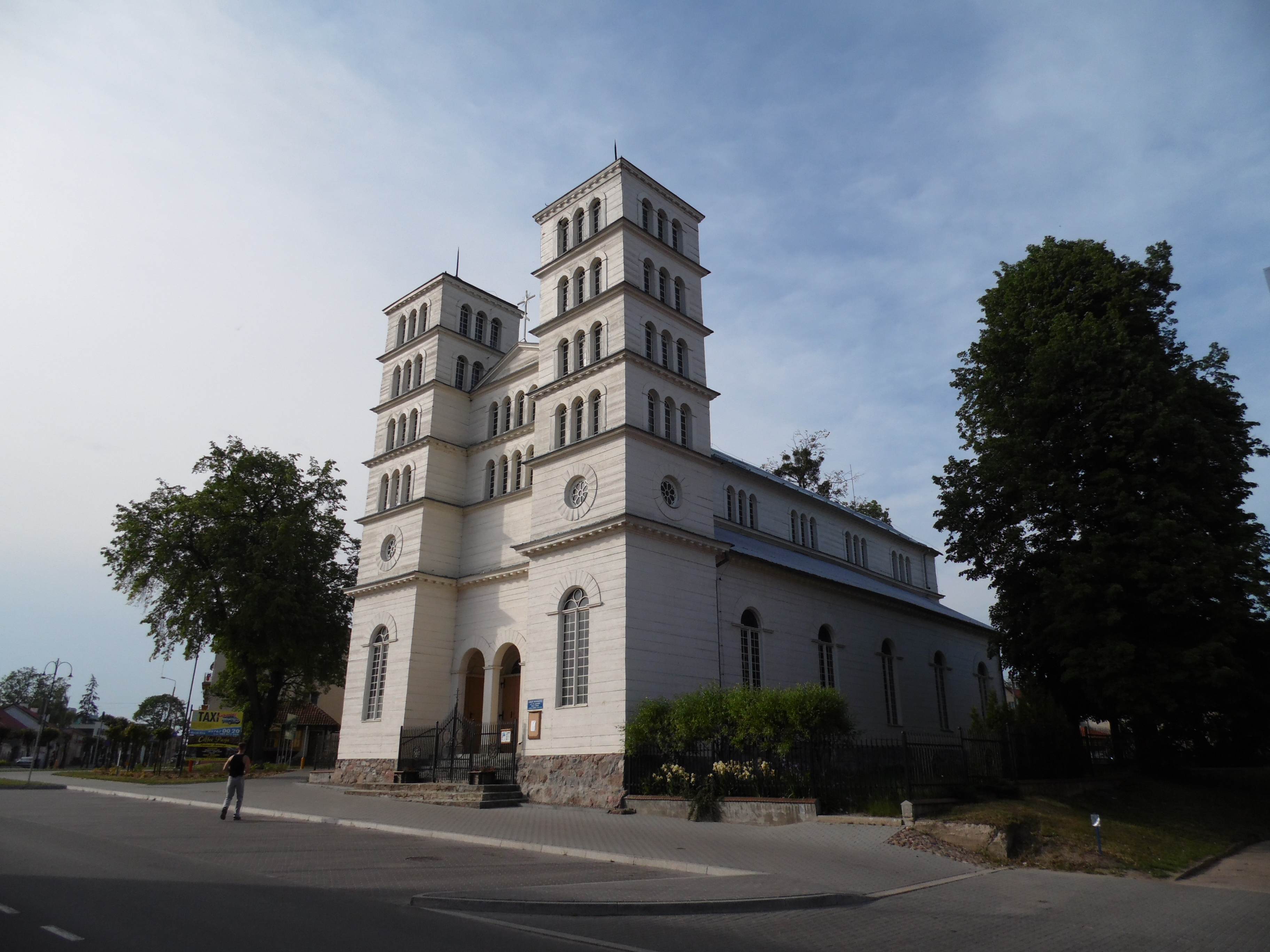
Cerkiew prawosławna Świętych Apostołów Piotra i Pawła

Na terenie miasta działalność religijna prowadzą następujące kościoły i wspólnoty:
- Kościół Adwentystów Dnia Siódmego w RP:
  - zbór w Lidzbarku Warmińskim, ul. Poniatowskiego 20[38]
- Kościół Chrystusowy w RP:
  - Kościół Chrystusowy w Lidzbarku Warmińskim, ul. Szwoleżerów[39]
- Kościół greckokatolicki:
  - Parafia św. św. Cyryla i Metodego w Lidzbarku Warmińskim (Cerkiew św. św. Cyryla i Metodego, ul. Wyszyńskiego)[40]
- Kościół rzymskokatolicki:
  - parafia św. Andrzeja Boboli[41]
  - parafia św. Apostołów Piotra i Pawła (Kolegiata św. Apostołów Piotra i Pawła, pl. Kościelny)[42]
  - parafia Podwyższenia Krzyża Świętego (kościół Podwyższenia Krzyża Świętego, ul. Wiejska)[43]
- Polski Autokefaliczny Kościół Prawosławny:
  - parafia Świętych Apostołów Piotra i Pawła (Cerkiew Świętych Apostołów Piotra i Pawła, ul. Wysoka Brama)[44]
- Świadkowie Jehowy:
  - zbór Lidzbark Warmiński (Sala Królestwa, ul. Sosnowa 1E)[45][46]
- Świecki Ruch Misyjny „Epifania”:
  - zbór Lidzbark[potrzebny przypis].